# Orchestral Game Music Concerts

Les Orchestral Game Music Concerts (オーケストラによるゲーム音楽コンサート, Ōkesutora ni yoru Gēmu Ongaku Konsāto) étaient des séries de concerts japonais de musique de jeux vidéo. Les évènements ont eu lieu à Tokyo de 1991 à 1996. Les performances ont été réalisées par différents orchestres. Des albums de ces concerts ont été produits, mais ceux-ci sont devenus rares à ce jour.

## Les concerts

### Orchestral Game Music Concert
Année: 1991

Chef d'orchestre: Kōichi Sugiyama, Yoko Kanno, Kōsuke Onozaki et d'autres

Interprète: Tokyo City Philharmonic Orchestra

Catalogue CD: WPCL-560
Programme du concert (jeu et titre de la chanson):
1. Wizardry - "Opening Theme"
2. Wizardry III - "Adventurer's Inn 3"
3. Dragon Quest IV - "Palace Minuet"
4. Dragon Quest IV - "Sea Breeze"
5. Super Mario Bros. - "Super Mario Bros. (medley)"
6. Super Mario World - "Super Mario World"
7. The Legend of Zelda: A Link to the Past - "Hyrule Castle"
8. The Legend of Zelda: A Link to the Past - "The Legend of Zelda Theme"
9. Populous - "BitPlane" and "It's a Process"
10. Populous - "Ending Theme"
11. Romance of the Three Kingdoms - "Main Theme"
12. Romance of the Three Kingdoms II - "Main Theme"
13. Final Fantasy IV - "Red Wings"
14. Final Fantasy IV - "Theme of Love"
15. Final Fantasy IV - "Ending Theme"
16. Dragon Quest III - "Into The Legend..."

### Orchestral Game Music Concert2
Année: 1992

Chef d'orchestre: Kōsuke Onozaki, Yoko Kanno, Kōichi Sugiyama, Kentarō Haneda, Katsuhisa Hattori

Interprète: Tokyo Memorial Orchestra

Catalogue CD: WPCL-709
Programme du concert:
1. Mother 2: Gigya's Counterattack - "Because I Love You"
2. Mother 2: Gigya's Counterattack - "Eagle Land"
3. SimCity - "Village"
4. SimCity - "Town"
5. Great Strategy Expert: Soldiers Walk - "Soldier's Rhapsody"
6. Nobunaga's Ambition: Record Of Military Affairs - "Sky Rocket"
7. Nobunaga's Ambition: Record Of Military Affairs - "Distant Mountains and Rivers"
8. Dragon Quest V - "Palace Trumpet"
9. Dragon Quest V - "Bridal Waltz"
10. Wizardry V - "Opening"
11. EVO: Tale Of 4.6 Billion Years - "In Admiration Of Nature" and "Earth"
12. EVO: Tale Of 4.6 Billion Years - "Sorrow"
13. Sound Novel Otogirisou - "Lingering Morning Mist"
14. Sound Novel Otogirisou - "Beyond The Sadness"
15. Final Fantasy V - "Opening Theme"
16. Final Fantasy V - "Waltz Clavier"
17. Final Fantasy V - "Town Theme"
18. Final Fantasy V - "Main Theme"

### Orchestral Game Music Concert3
Année: 1993

Chef d'orchestre: Kōsuke Onozaki, Kōichi Sugiyama, Yoko Kanno and others

Interprète: Tokyo City Philharmonic Orchestra

Catalogue CD: SRCL-2732
Programme du concert:
1. Star Fox - "Star Fox Theme"
2. Fire Emblem 2 - "God's Young Sage"
3. The Legend of Zelda: Link's Awakening - "Towards the Dreaming Island"
4. Mother 2: Gigya's Counterattack - "Because I Love You"
5. Torneko no Daibōken: Fushigi no Dungeon - "Torneko's Theme"
6. Torneko no Daibōken: Fushigi no Dungeon - "And Here's A Little Waltz"
7. The War Era of Emperor Ki - "The Legendary Warriors"
8. Dragon Quest V - "Almighty Boss Devil Is Challenged"
9. Soft-Boiled Hero - "Divertissement, the Fourth Movement"
10. Seiken Densetsu 2 (Secret of Mana) - "Fear of the Angels"
11. Nobunaga's Ambition - "Introduction", "Defeated Army" and "The Morning Bell"
12. Lennus - "Nasukuoto"
13. Albert Odyssey - "Albert Odyssey Theme"
14. Albert Odyssey - "God's People"
15. Kabuki Story of Heaven's Magical Barrier - "Kabuki's Theme" and "In Retrospect"
16. Elfaria - "Eruru's Song" and "Ending"

### Orchestral Game Music Concert4
Année: 1994

Chef d'orchestre: Kōhei Tanaka, Nobuo Kurita, Kōsuke Onozaki, Keiichi Oku, Kōichi Sugiyama, Yoko Kanno, Toshiyuki Watanabe

Interprète: Tokyo Symphony Orchestra

Catalogue CD: SRCL-2736
Programme du concert:
1. Lennus II: Apostles of the Seals - "In Admiration of the Gods" and "The Final Dungeon"
2. Wild Trax (Stunt Race FX) - "Special Trax"
3. Super Mario Bros. - "Super Mario Bros. (medley)"
4. Super Metroid - "Theme of Samus Aran", "Galactic Warrior", "Brinstar 1", "Brinstar 2", Ending
5. Itadaki Street 2 - "Sofie's Cavern"
6. Dragon Quest II - "Pastorale" and "Catastrophe"
7. Uncharted Waters: New Horizons - "Visiting the Harbors of the World" and "Close to Home"
8. Night of the Kamaitachi - "Sequence"
9. Night of the Kamaitachi - "Two People Return Alive"
10. Albert Odyssey 2 - "Together in the Glory of the Legend"
11. Final Fantasy VI - "Love Oath" and "Maria and Draco"

### Orchestral Game Music Concert5
Année: 1996

Chef d'orchestre: Kōichi Sugiyama

Interprète: Orchestre philharmonique de Kanagawa 

Catalogue CD: SRCL-2739
Programme du concert:
1. Kirby Super Deluxe - "The Gourmet Race", "Collision Theme" and "Theme Of Kirby's Triumphant Return"
2. Super Mario World 2: Yoshi's Island - "Yoshi's Athletic"
3. Donkey Kong Country - "Water Music"
4. Fire Emblem II - "Fire Emblem's Theme Song"
5. Dragon Quest VI - "Evil Motive", "Satan's Castle" and "Shivering, Beating Heart"
6. Dragon Quest VI - "Flying Bed"
7. Glory of Heracles IV - "Atlantis' Memories", "At The Edge Of The Earth" and "Goblins' War"
8. Lennus II: Apostles of the Seals - "Erutsu Turbulent Journey"
9. Bounty Sword - "Invincible Knight"
10. Iihatoovo Story - "Iihatoovo Hymn"
11. Seiken densetsu 3 - "Meridian Child"
12. Chrono Trigger - "Theme Of Chrono Trigger"